# Krzysztof Missona

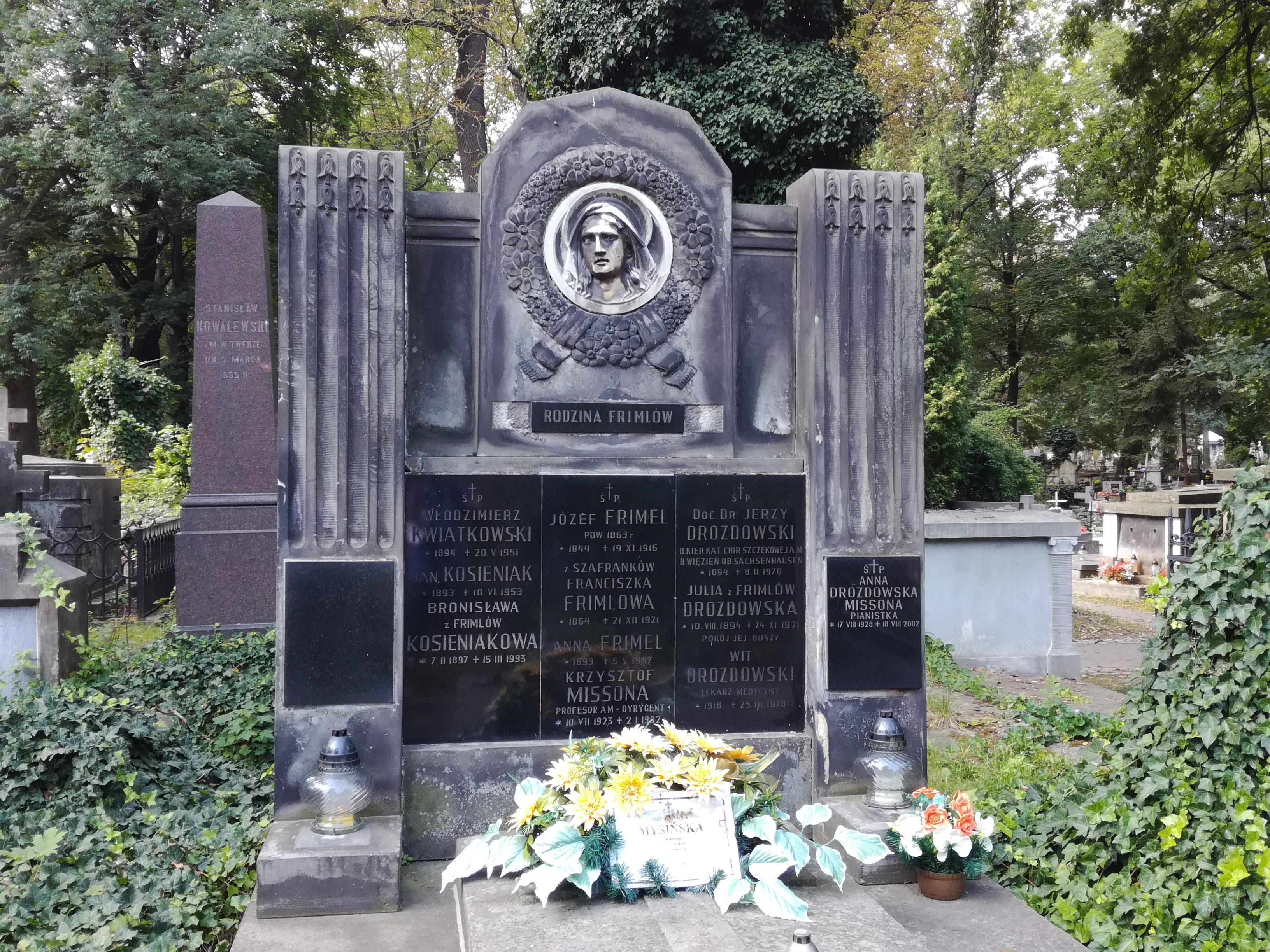
Grób Krzysztofa Missony na cmentarzu Rakowickim

Krzysztof Missona (ur. 10 lipca 1923 w Krakowie, zm. 2 stycznia 1992 tamże) – polski dyrygent i profesor. 

## Życiorys
Studiował w Państwowej Wyższej Szkole Muzycznej w Krakowie pod kierunkiem Waleriana Bierdiajewa i Artura Malawskiego (1953). Działał jako dyrygent Filharmonii Krakowskiej (1962–1968), dyrektor, kierownik artystyczny i pierwszy dyrygent Orkiestry i Chóru Polskiego Radia i Telewizji w Krakowie (1968–1977), dyrektor i kierownik artystyczny Teatru Muzycznego (1977–1980). 16 kwietnia 1967 poprowadził prawykonanie Dies irae Krzysztofa Pendereckiego podczas odsłonięcia Pomnika Ofiar Faszyzmu na terenie obozu w Oświęcimiu-Brzezince. Szczególnie ceniony za interpretacje dzieł Wolfganga Amadeusa Mozarta i Josepha Haydna. Od 1967 docent w macierzystej uczelni, kierownik Katedry Dyrygentury, Katedry Wokalistyki oraz dziekan Wydziału Instrumentalnego. 
Wśród jego uczniów znaleźli się m.in. Wojciech Czepiel, Ewa Michnik, Tomasz Lida, Jerzy Salwarowski, Jerzy Swoboda i Stanisław Welanyk.
W 1978 został uhonorowany Nagrodą Miasta Krakowa.
Pochowany na cmentarzu Rakowickim w Krakowie (pas 6, gr. 7, gr. rodz. Frimlów).